# 大鳥居城
大鳥居城（おおとりいじょう）は、かつて伊勢国（現在の三重県桑名市多度町大鳥居）にあった城である。

## 概要
戦国時代の1570年（元亀元年）本願寺顕如の命により長島一向一揆の一環として築城された。大鳥居城は、1574年（天正2年）に織田信長の家臣である柴田勝家や稲葉一鉄によって攻められ、籠城戦の末に落城した。
城兵は男女1000人ほどが討たれ、翌日には彼らも落城した。現在、城跡は住宅地や畑地になっており、遺構は残されていない。